# Witt-Algebra
Die Witt-Algebra wird in der Mathematik untersucht, es handelt sich um eine spezielle Lie-Algebra. 
Sie findet Verwendung in der mathematischen Physik, wie in der Stringtheorie und konformen Feldtheorie. Namensgeber ist der deutsche Mathematiker Ernst Witt.

## Definition
Sei {\displaystyle L_{j}} mit {\displaystyle j} als ganzzahligem Index eine Basis eines Vektorraumes.
Die durch die Kommutatorrelation 
{\displaystyle [L_{j},L_{k}]:=(j-k)\cdot L_{j+k}}
definierte Lie-Algebra heißt Witt-Algebra. Man erhält solche Algebren als Derivationen-Algebra über dem Ring der Laurent-Polynome.

## Realisierung durch Vektorfelder
In den meisten Anwendungen betrachtet man Derivationen über {\displaystyle \mathbb {C} }. Man kann die Witt-Algebra wie folgt durch komplexwertige Vektorfelder realisieren:
{\displaystyle L_{n}:=-z^{n+1}{\frac {\partial }{\partial z}}}

## sl(2,K) als Unteralgebra
Aus obigen Kommutatorrelationen ergibt sich sofort, dass für {\displaystyle n>0} die von {\displaystyle L_{-n},L_{0},L_{n}} erzeugte Unter-Lie-Algebra gleich {\displaystyle K\cdot L_{-n}+K\cdot L_{0}+K\cdot L_{n}} ist. Diese drei-dimensionale Unter-Lie-Algebra ist isomorph zur sl(2,K).

## Zentrale Erweiterung
Wenn man die Witt-Algebra durch den Kozykel
{\displaystyle \omega (L_{m},L_{n}):={\frac {1}{12}}(n^{3}-n)\delta _{m+n,0}}
zentral erweitert, so erhält man die Virasoro-Algebra.